# 馬爾哈利夫卡
50°16′26″N 30°22′20″E / 50.27389°N 30.37222°E
馬爾哈利夫卡（烏克蘭語：Мархалівка）是位於烏克蘭北部的村莊，由基辅州法斯蒂夫區的赫萊瓦哈市鎮負責管轄。該村始建於1690年，面積2.66平方公里，海拔高度187米，2001年人口1,316，人口密度每平方公里468.1人。